# Léon Moissenet
Léon Moissenet, auch Léon-Vivant Moissenet, (* 2. August 1831 in Chalon-sur-Saône; † 2. Februar 1906 in Chaumont, Département Haute-Marne) war ein französischer Mineraloge und Bergbauingenieur.
Moissenet studierte ab 1851 an der École polytechnique in Paris und danach bis 1856 an der École nationale supérieure des mines de Paris (heute Mines ParisTech). Er war danach im staatlichen Corps des mines und 1869 bis 1877 Professor für Metallurgie an der École des mines, wo er zuvor schon Chemie unterrichtete. Während dieser Zeit besuchte er häufig zu Studienzwecken Bergwerke in Großbritannien. 1877 verließ er aus Gesundheitsgründen den Staatsdienst, arbeitete aber als Berater verschiedener Bergbaugesellschaften weiter.
Er veröffentlichte unter anderem über Gangerze (1874). Als Schüler von Léonce Élie de Beaumont war er auch wie dieser an der geologischen Karte Frankreichs beteiligt.
Während der Belagerung von Paris im Deutsch-Französischen Krieg sorgte er 1870/71 dafür, dass die Pulverlager der École des mines unterirdisch unter dem Jardin du Luxembourg in Sicherheit gebracht wurden. Sie stellten während des Artilleriebeschusses von Paris eine ernste Bedrohung dar.
Er war Ehrenmitglied der Mineralogical Society of Great Britain and Ireland.
1859 heiratete er in New Orleans Eugénie Beugnot. Seine beiden Söhne waren auch Ingenieure.